# Kepler-6b
Kepler-6b es uno de los primeros 5 exoplanetas descubiertos por la Misión Kepler, y tiene un período orbital de unos 3 días terrestres.